# メトロポリタン矯正センター (ニューヨーク)
メトロポリタン矯正センター（メトロポリタンきょうせいセンター、Metropolitan Correctional Center、MCC New York）は、ニューヨークのマンハッタンに所在する拘留施設で、様々なセキュリティレベルの男女の囚人を収容している。アメリカ合衆国司法省の下部組織である連邦刑務所局によって運営されている。

## 歴史
これまでにガンビーノ一家のボス、ジョン・ゴッティや、麻薬密売人のフランク・ルーカス、ポンジ・スキーム、詐欺師のバーナード・L・マドフ、テロリストのオマル・アブドッラフマーンとラムジ・ユセフ、投資家で性犯罪者のジェフリー・エプスタイン、武器商人のビクトル・ボウトを含む様々な著名人がこの施設に収容されている。

## 待遇
メキシコの麻薬王であるホアキン・グスマンも2017年から2年半にわたり収容された。グスマンは裁判中に矯正センターにおける待遇に触れ、常に照明が当たっている窓のない独房に入れられ、絶え間ない「感情・精神・心理的」な拷問を受けているようなものだと述べている。